# Leen Speecke
Leen Speecke (°3 april 1957 - ) was directeur-bibliothecaris van de openbare bibliotheek van Brugge.

## Levensloop
Germanist van opleiding startte Leen Speecke in 1980 als leeszaalmedewerker van de Brugse openbare bibliotheek, toen nog op het Jan Van Eyckplein. Na de verhuis naar de nieuwe hoofdbibliotheek in de Kuipersstraat werd ze bibliothecaris, om van 1988 tot haar pensionering in 2018 de leiding over te nemen van haar voorganger Jan Vandamme. Jaar na jaar bouwde ze de organisatie verder uit tot een van de toonaangevende bibliotheken in Vlaanderen. 
Voor haar moest de bibliotheek "een gastvrij huis met vele kamers" zijn. Leidmotieven waren toegankelijkheid en leesbevordering van jongs af aan als basis voor andere competenties. Zo gaf ze grote aandacht aan de uitbouw van de jeugdbibliotheken en van een educatieve werking. Onder haar leiding kreeg het Brugs bibliotheeknetwerk vorm, inclusief gevangenisbibliotheek, strandbibliotheek en bibliotheek aan huis. Heel wat filialen kregen een nieuwe huisvesting. De hoofdbibliotheek werd in 2011 heringericht. Daarnaast moest de bibliotheek een inspirerende plek zijn en "de geest openen". Of het nu ging om het jaarlijkse Jeugdboekenfeest, literaire lezingen of erfgoed, ze wou jong en oud prikkelen met creativiteit in verhalen en beelden. Typerend voor haar visie waren ook de boekenproeverij en de erfgoedkoffer voor secundair onderwijs of de verrassende publiekscampagnes ter gelegenheid van het tweehonderdjarig jubileum (2004) en het zoeksysteem Cabrio (2009).
Vanaf 1993 bouwde ze de erfgoedwerking uit. Hoogtepunten waren de internationale tentoonstellingen Besloten wereld open boeken (2002) en Haute lecture (2018). Ook het Gezellejaar (1999) was een aanleiding om een duurzame werking uit te bouwen met wetenschappelijke partners rond het Guido Gezellearchief. Even belangrijk voor haar was de uitbouw van een kwaliteitsvol behoud en beheer, en de verdere uitbouw van het patrimonium via een gerichte aankooppolitiek. In 2011 ontving de organisatie het kwaliteitslabel als erkende erfgoedbibliotheek.
Ook op bovenlokaal niveau speelde ze jarenlang een rol van betekenis. Vanaf 1988 tot 2001 ontwikkelde ze een dienstverlening als centrale openbare bibliotheek. Baanbrekend was haar initiatief om in 1991 Winob, het West-Vlaams Informatienetwerk van Openbare Bibliotheken, op te richten. Daarnaast zette ze haar schouders onder de Vlaamse Centrale Catalogus (1988-), de oprichting van vcob (nu Cultuurconnect) en de Vlaamse Erfgoedbibliotheek vzw. (2008).

## Publicatie
- Een analyse van trefwoorden, trefwoordenkatalogus en inversie, Antwerpen, Stedelijke Technische Leergangen voor Bibliotheekwetenschappen, 1984